# Ignacio Martín Villalaín
Ignacio Martín Villalaín (Burgos, 13 de maig de 1947) és un militar espanyol, actualment en situació de reserva.
Ingressà en l'Acadèmia General Militar de Saragossa el 1968. En 1972 va ser promogut a l'ocupació de tinent d'infanteria i destinat amb la Legió Espanyola al Sàhara Espanyol. Després fou destinat a l'Acadèmia General Bàsica de Suboficials de Talarn, a l'Escola Militar de Muntanya i Operacions Especials de Jaca i finalment a la Direcció General de Política de Defensa.
Fou destinat al Regiment de Caçadors de Muntanya "América" n.66, del que en va ser nomenat cap en 2000. En desembre de 2003 fou nomenat director de l'Acadèmia General Militar de Saragossa. En 2006 fou nomenat Cap de la Tercera Subinspecció General de l'Exèrcit de Terra a Barcelona, i en 2007 fou destinat com a General Cap de la III Subinspecció General de l'Exèrcit Pirinenca (SUIGE)
Després d'haver estat com a observador militar a El Salvador i Croàcia el 1992, i posteriorment com a part de les tropes internacionals a Albània i Kosovo en desembre de 2007 fou nomenat Comandant en Cap de la Força de la Unió Europea a Bòsnia i Hercegovina (EUFOR-Althea) a la Base «Camp Butmi» de Sarajevo, el primer espanyol en comandar una missió internacional. Va ser rellevat el 4 de desembre de 2008 pel general italià Stefano Castagnotto.
En febrer de 2009 ha estat ascendit a tinent general i nomenat Segon Cap de l'Estat Major de l'Exèrcit de Terra d'Espanya en substitució del general Rafael Barbudo Gironza. En maig de 2012 va passar la reserva i fou substituït pel general José Carrasco Gabaldón.

## Condecoracions
- Creus del Mèrit Militar i del Mèrit Aeronàutic amb distintiu blanc;
- Medalla del Sahara;
- Creu, Encomana, Placa i Gran Creu de la Reial i Militar Orde de Sant Hermenegild
- Gran Creu del Mèrit Militar amb distintiu blanc
- Gran Creu de l'Orde d'Isabel la Catòlica
- Medalla de les Nacions Unides
- Oficial de l'Orde al Mèrit de la República Italiana